# Monkey Island

Logo standard della serie di videogiochi Monkey Island.

Monkey Island (lett. "Isola della Scimmia" o "Isola delle Scimmie") è una serie di avventure grafiche a tema piratesco e umoristico edita dalla Lucasfilm Games a partire dal 1990 e ideata inizialmente da Ron Gilbert.
I primi giochi della serie sono tra i più memorabili classici delle avventure punta e clicca.

## Caratteristiche
I videogiochi della serie Monkey Island seguono le avventure del protagonista Guybrush Threepwood, un giovane aspirante pirata, il quale raggiunge la notorietà fra i pirati dei Caraibi sconvolgendo i piani del pirata non-morto e stregone voodoo LeChuck e conquistando il cuore della governatrice Elaine Marley. Il filo conduttore della serie, oltre all'ambientazione nell'epoca della pirateria nelle isole caraibiche, è certamente l'umorismo, abbondante, surreale e, qualche volta, demenziale.
La serie si compone di sei capitoli:
- The Secret of Monkey Island (1990), ripubblicato nel 2009 in Special Edition (edizione speciale) ridisegnata, rimusicata e doppiata;
- Monkey Island 2: LeChuck's Revenge (1991), ripubblicato nel 2010 in Special Edition ridisegnata, rimusicata e doppiata;
- The Curse of Monkey Island (1997);
- Escape from Monkey Island (2000);
- Tales of Monkey Island (2009);
- Return to Monkey Island (2022).[2]

I primi tre titoli vennero ricommercializzati insieme nel 1997, dopo la pubblicazione del terzo capitolo, in una raccolta intitolata Monkey Island Madness. I primi due capitoli, basati sul motore SCUMM, videro originariamente la luce su sistemi Amiga, IBM compatibili e Apple Macintosh; nel 2009 e nel 2010 ne vennero pubblicate delle edizioni speciali per personal computer (nel 2009 il primo capitolo, nel 2010 il secondo) ridisegnate, rimusicate e per la prima volta con le battute dei personaggi doppiate a voce; nel 2011 le edizioni speciali vennero ricommercializzate insieme anche per le console PS3 e Xbox 360 nel cofanetto Monkey Island: Special Edition Collection.

### Ambientazioni

Mappa di Scabb, Booty e Phatt Island da Monkey Island 2: LeChuck's Revenge.

I primi quattro capitoli della serie sono ambientati in un arcipelago immaginario dei Caraibi detto Area delle Tre Isole, e a Monkey Island, la cui posizione non è mai chiarita. Tales of Monkey Island è invece ambientato nell'altrettanto immaginario Golfo di Melange, sempre nei Caraibi. Il sesto capitolo è ambientato nell'Area delle Tre Isole, a Monkey Island, e a Brrr Muda Island, che si trova in una posizione non specificata, ma caratterizzata da un clima freddo, sopra il diciannovesimo parallelo. Il periodo storico rappresentato nella serie può essere ricondotto all'età d'oro della pirateria (nel terzo capitolo sulla "moneta" di interfaccia è riportato l'anno 1687), ma in modo deliberatamente vago; le isole sono infatti abitate da pirati vestiti in maniera molto più simile a quelli della cinematografia e della fumettistica sul tema della pirateria che ai reali costumi dell'epoca, e nella serie vi sono anche molti deliberati anacronismi, come luce elettrica, oggetti moderni e riferimenti al mondo moderno.
Le isole principali dell'Area delle Tre Isole sono Mêlée Island, Booty Island e Plunder Island, tutte governate da Elaine Marley, che fa le veci di suo nonno, Horatio Torquemada Marley, disperso in mare da molto tempo. Elaine si sposta di isola in isola quando le fa comodo, ma considera come casa propria la residenza del governatore situata su Mêlée, l'isola capitale dell'area.
Nei vari giochi si visitano:
- Isole abitate prevalentemente da pirati: Mêlée Island (MI1, 4, 6), Scabb Island (MI2), Booty Island (MI2), Plunder Island (MI3), Flotsam Island (MI5);
- Isole prevalentemente turistiche/urbanizzate: Phatt Island (MI2), Blood Island (MI3), Lucre Island (MI4), Jambalaya Island (MI4);
- Isole minori (con pochi luoghi esplorabili e/o pochi o nessun abitante): Dinky Island (MI2), Skull Island (MI3), Atollo Knuttin (MI4), Scurvy Island (MI6), Terror Island (MI6);
- Isolotti: Hook Isle (MI1, 4, 6 [unita a Mêlée]), Brillig Island (MI5), Boulder Beach (MI5), Isle of Ewe (MI5), Barebones Island (MI6);
- Isole abitate da vaicaliani (fittizio popolo di sirene): Jerkbait Islands (MI5);
- Isole abitate da brrrmudiani (fittizio popolo inuit): Brrr Muda Island (MI6);
- Isola misteriosa eponima del videogioco, caratterizzata da una forte presenza di scimmie: Monkey Island (MI1, 3, 4, 6).

#### Monkey Island
Monkey Island è l'isola da cui trae il nome la serie stessa di videogiochi. Essa è tuttavia visitata dal protagonista Guybrush Threepwood solo nel primo, nel terzo, nel quarto e nel sesto capitolo della serie.
- The Secret of Monkey Island: Guybrush va sull'isola per cercare di salvare Elaine Marley, sua amata; arriverà in ritardo e dovrà tornare all'isola di partenza, Mêlée Island.
- The Curse of Monkey Island: All'inizio del gioco Guybrush naviga su un'autoscontro della "Fiera dei Dannati", il parco divertimenti di LeChuck su Monkey Island dove si era concluso Monkey Island 2; Guybrush torna sull'isola brevemente alla fine del gioco, di nuovo alla fiera.
- Fuga da Monkey Island: Guybrush viene imprigionato da LeChuck su Monkey Island nella sezione finale del gioco per impedirgli di rovinare i suoi piani.
- Return to Monkey Island: Guybrush torna nuovamente a Monkey Island.

### Personaggi

#### Personaggi principali
I personaggi principali, punti fermi della serie, vengono tutti introdotti già dal primo episodio.
- Protagonista: Guybrush Threepwood — giovane aspirante pirata, impacciato e ridicolo, ben diverso dai classici e rozzi pirati esperti che incontra. Ciononostante ha fiducia in sé stesso, sebbene la sua unica abilità apparente sia di saper trattenere il fiato sott'acqua incredibilmente a lungo.[4]
- Antagonista: LeChuck — pirata non-morto e stregone voodoo.
- Elaine Marley — la fidanzata e poi sposa di Guybrush, contesa dai due pirati e causa delle loro vicissitudini.
- Voodoo Lady — sacerdotessa voodoo e veggente senza nome, che talvolta riesce a sapere le domande che le saranno fatte prima che siano formulate; in tutti gli episodi Guybrush Threepwood la incontra su qualche isola, e per lui fungerà da guida, fornendogli indispensabili consigli per risolvere gli enigmi; il suo ruolo viene approfondito nel quinto episodio nel quale parrebbe essere la vera mente dietro le vicende dell'intera serie di Monkey Island, fautrice delle continue resurrezioni di LeChuck e della sua lotta senza fine contro Guybrush Threepwood. Rivela il suo nome proprio (Corina) soltanto nel sesto episodio della serie.

#### Personaggi secondari
Nella serie ricorrono in più di un capitolo o in tutti gli altri personaggi di spalla secondari:
- Stan S. Stanman — venditore intraprendente e insistente che compare in tutti gli episodi della serie. Stan è un uomo alto, coi capelli neri, vestito sempre con un largo cappello da navigatore e uno strano giaccone multicolore a quadri, dotato di grande parlantina, gesticolazione esagerata e dell'abitudine nervosa di picchiettare continuamente col piede sul pavimento. I quadri sulla sua giacca hanno un effetto visivo irreale in quanto non seguono i suoi movimenti; tale effetto, nato come semplificazione tecnica nel primo gioco, venne volutamente mantenuto come caratteristica straniante in tutta la serie.[5]
- Horatio Torquemada Marley — vecchio eremita con un passato incredibile che compare nel primo, secondo, quarto e sesto episodio della serie, talvolta sotto l'identità alternativa di Herman Toothrot. Prima degli eventi narrati nella serie era il governatore di Mêlée Island e andò alla ricerca di Big Whoop, il tesoro di Monkey Island, partecipando poi a una gara della Coppa America durante la quale subì un incidente che gli fece perdere la memoria reinventandosi sotto l'identità di Herman Toothrot; nel quarto episodio riesce a recuperare la memoria e torna a essere Horatio, grazie all'intervento di Guybrush, che poi aiuta. Sua nipote Elaine e Guybrush lo soprannominano "nonno Marley". Nel sesto episodio è tornato all'identità di Herman Toothrot.
- Murray — teschio parlante megalomaniaco, che compare dal terzo episodio della serie in poi. Murray è un ex membro della ciurma di non-morti di LeChuck che ha perso tutto il corpo per mano di Guybrush proprio all'inizio del terzo episodio. Essendo ridotto al solo teschio è incapace di compiere qualsivoglia azione fisica eccettuato il parlare. Guybrush riuscirà spesso a servirsene utilizzandolo come un qualunque oggetto da includere nel suo inventario, e anche se Murray ricorrerà spesso a minacce e offese nei confronti del protagonista, con il tempo sembrerebbe affezionarsi a quest'ultimo pur celando tale sentimento.
- Wally B. Feed — cartografo miope ma molto dotato nel suo lavoro, che compare nel secondo, nel terzo e nel sesto episodio della serie. Wally è basso, con capelli rossi e vestito sempre con un grembiule blu, cieco da un occhio; grande studioso, prima aiuta Guybrush con le mappe, poi sotto l'influenza di LeChuck si sente un feroce e aggressivo pirata, pur non avendone affatto l'aria.
- Carla e Otis — rispettivamente la maestra di spada di Mêlée Island e il suo amico fricchettone che puntualmente viene incarcerato, che appaiono nel primo, nel quarto e nel sesto episodio della serie.
- Meathook o Doppio Gancio — artista con un passato da pirata e due uncini al posto delle mani appassionato di pittura, che compare nel primo e nel quarto episodio della serie.
- Lemonhead e la sua tribù di cannibali — originariamente compaiono nel primo episodio della serie come abitanti su Monkey Island in fase di conversione al vegetarianesimo; ricompaiono nel terzo episodio su Blood Island completamente convertiti al vegetarianesimo e in fase di transizione al veganesimo, cultori del vulcanico Monte Acidofilo, dio vegano e allergico al lattosio.
- Fin, Fred e Frank — trio di "uomini di bassa morale" che compare nel primo e nel secondo capitolo della serie, che, pretendendo di impersonare la pirateria nel suo aspetto emozionante, appaiono invece essere nient'altro che degli oziosi scansafatiche.

### Meccaniche di gioco
Un punto centrale nello sviluppo della serie è (come riportato dalla stessa LucasArts) l'idea che "un'avventura grafica è un gioco", dunque siano bandite le "frustrazioni". Durante le sue peregrinazioni, il protagonista non rischierà mai di morire e nessun giocatore si vedrà costretto a ricominciare da capo per aver fatto (o non aver fatto) qualcosa. Unica eccezione a questa regola, nel primo episodio è effettivamente possibile morire, ma la dinamica per giungere a tale evento è talmente improbabile che risulta essere più una sorta di scherzo nei confronti dei giocatori.
Particolare cura è stata posta nell'evitare situazioni di blocco irrisolvibile, nelle quali il giocatore si ritrovi impossibilitato a fare qualcosa perché in precedenza non ha fatto qualcos'altro che ora non è più possibile. L'unica preoccupazione del giocatore è risolvere degli enigmi, utilizzando tutti gli indizi sparsi sulle isole.

#### Duello d'insulti
In The Secret of Monkey Island, The Curse of Monkey Island e Escape from Monkey Island è presente almeno una forma di duello a base di insulti. Nel duello, per vincere, bisogna lasciare l'avversario senza parole, o meglio senza risposte valide. Ad ogni insulto di Guybrush che non trova una valida risposta da parte del pirata di turno, c'è un affondo da parte del giovane Threepwood. Al contrario, se Guybrush non saprà ribattere alle stoccate dei filibustieri, subirà un colpo da parte di questi ultimi. Le frasi dette da Guybrush vanno selezionate dal giocatore da un elenco di frasi possibili. Solitamente nei giochi della serie di Monkey Island si trovano duelli di insulti con la spada, tranne in Escape from Monkey Island dove al posto di duellare con la spada si affronta un braccio di ferro a insulti. Nel quinto capitolo, invece, viene solo citato il duello di spada a insulti, ed è presente una gara di smorfie.

### Citazioni e tributi
I programmatori hanno nascosto numerose citazioni all'interno dei giochi: si tratta spesso di riferimenti più o meno evidenti ad altre creazioni della stessa LucasArts (si notino le frequenti apparizioni del coniglio Max, i vari oggetti appartenuti a Indiana Jones, le citazioni dalla serie di Guerre stellari...), o anche azioni o frasi particolarmente ridicole e curiose che si attivano solo in particolari circostanze e con particolari personaggi.

## Videogiochi

### The Secret of Monkey Island
The Secret of Monkey Island è il primo capitolo della serie ed è stato prodotto nel 1990.
Qui compare il protagonista assoluto di tutta la serie, Guybrush Threepwood, un giovane dal passato ignoto che giunge su una piccola isola dei Caraibi, l'isola di Mêlée, con un sogno da realizzare: diventare un temibile pirata. Per realizzare il suo sogno dovrà superare tre prove e nel farlo, oltre a numerosi personaggi (alcuni dei quali lo accompagneranno durante tutti i capitoli della serie), conosce la governatrice Elaine Marley e se ne innamora. Il problema è che della stessa ragazza si è invaghito il pirata fantasma LeChuck (l'antagonista) che con la sua ciurma fantasma rapisce Elaine; Guybrush, deciso a salvarla, comincia quindi un lungo viaggio che lo porterà ad approdare sulle spiagge della misteriosa e quasi inesplorata Monkey Island.

### Monkey Island 2: LeChuck's Revenge
Nel 1991, a solo un anno di distanza, è la volta del secondo capitolo: Monkey Island 2: LeChuck's Revenge ("Monkey Island 2: La vendetta di LeChuck").
Questa volta Guybrush è sulle tracce del favoloso e leggendario tesoro Big Whoop, tesoro dall'immenso quanto segreto potere. Durante la ricerca però Guybrush s'imbatte nel prepotente Largo LaGrande, il quale riesce a resuscitare il terribile pirata LeChuck in versione zombi. Ricomincia così la lotta fra i due antagonisti, visto che LeChuck si mette subito alla ricerca di Guybrush per vendicarsi mentre quest'ultimo, sempre innamorato di Elaine ma incapace di conquistarla perché troppo preso a fare il pirata, prosegue nella ricerca dell'unica cosa che potrebbe salvarlo: Big Whoop.

### The Curse of Monkey Island
Nel 1997, dopo ben 6 anni, esce The Curse of Monkey Island, stavolta dominato dallo stile grafico cartonesco e dotata di musiche e di audio parlato di alta qualità.
All'inizio di questo capitolo Guybrush riesce finalmente a conquistare l'amore di Elaine salvandola ancora una volta da LeChuck. Il problema sorge quando le regala un meraviglioso anello di cui ignora la terribile maledizione voodoo che trasforma Elaine in una statua d'oro massiccio. Guybrush non si perde d'animo e si mette subito in viaggio per rompere la maledizione e salvare la sua amata, ancora una volta ostacolato da LeChuck, risuscitato in versione demone.

### Fuga da Monkey Island
In Fuga da Monkey Island (Escape from Monkey Island), uscito nel 2000, i personaggi si muovono in tre dimensioni su fondali dalle tinte pastello e si abbandona l'uso del mouse in favore della tastiera. È stata adottata la grafica poligonale per i personaggi. Sono state inserite sequenze arcade nel corso dell'avventura, il Monkey Kombat. Il minigioco non è un extra, ma va superato necessariamente per far proseguire la storia.
Il capitolo si apre con Guybrush ed Elaine, finalmente sposi, che tornano a casa su Mêlée Island, isola di cui Elaine è governatrice. Purtroppo ad attenderli non c'è nessuno poiché scoprono di essere stati dichiarati morti. A questo punto Elaine si dà da fare per riconquistare i suoi cittadini in vista delle nuove elezioni alla carica di governatore nelle quali se la dovrà vedere con un infido quanto pericoloso avversario. Guybrush dovrà invece affrontare, oltre al redivivo LeChuck, il nuovo e potente alleato di questi: il losco miliardario australiano Ozzie Mandrill che mira a cancellare tutti i pirati dai Caraibi, tentando di impadronirsi di un potentissimo manufatto voodoo noto come l'Insulto Supremo. Per fermarli Guybrush dovrà mettere insieme un equipaggio e partire sulla sua nave per un'avventura che lo porterà ad affrontare i suoi nemici e che soprattutto lo riporterà sul luogo più segreto e temuto dei Caraibi, quella Monkey Island dalla quale è impossibile fuggire.

### Tales of Monkey Island
Tales of Monkey Island è un nuovo titolo prodotto da Telltale Games, annunciato all'Electronic Entertainment Expo del 2009, strutturato in cinque parti. La squadra di sviluppo fu diretta da Dave Grossman (coautore di Monkey Island 1 e Monkey Island 2) con Mike Stemmle e Michael Land tra i collaboratori. Ron Gilbert partecipò come consulente per la trama del titolo, anche se non fece parte del gruppo che sviluppò tecnicamente il gioco.
Il titolo si compone delle seguenti cinque parti:
- Launch of the Screaming Narwhal: 7 luglio 2009 (PC), 27 luglio 2009 (WiiWare)
- The Siege of Spinner Cay: 20 agosto 2009 (PC), 31 agosto 2009 (WiiWare NorthAmerica), 25 settembre 2009 (WiiWare Europe)
- Lair of the Leviathan: 29 settembre 2009 (PC), 26 ottobre 2009 (WiiWare)
- The Trial and Execution of Guybrush Threepwood: 30 ottobre 2009 (PC), 6 novembre 2009 (WiiWare Europe), 30 novembre 2009 (WiiWare NorthAmerica)
- Rise of the Pirate God: 8 dicembre 2009 (PC), 1º febbraio 2010 (WiiWare NorthAmerica)

### Return to Monkey Island
Il 4 aprile 2022 venne annunciata ufficialmente l'uscita di un nuovo capitolo nel corso dello stesso anno, in seguito fissata al 19 settembre 2022. L'autore è Ron Gilbert e il prologo, che funge da cornice narrativa, si riallaccia al finale di Monkey Island 2: LeChuck's Revenge (sconnesso dalla trama principale del secondo episodio e mai spiegato fino a questo sesto episodio), mentre negli atti successivi la trama prosegue da dopo il quinto episodio Tales of Monkey Island. Return to Monkey Island riconnette punti rimasti irrisolti nelle trame dei capitoli precedenti, e nel menù principale di gioco è presente un "album di ritagli" in cui sono riassunte tutte le trame di questi.

## Realizzazione
Il marchio Monkey Island è di proprietà della Lucasfilm Games, all'epoca chiamata LucasArts. Ai tempi dei primi due capitoli della serie, le avventure grafiche erano un genere dominante nella scena dei giochi per personal computer e la LucasArts era, insieme a Sierra Online, uno dei due più grandi nomi del genere.
L'ideatore Ron Gilbert collaborò alla realizzazione del primo, del secondo, del quinto e del sesto capitolo della serie, ma non del terzo e del quarto. A Monkey Island 1 e 2 lavorarono anche Tim Schafer e Dave Grossman, e quest'ultimo lavorò anche a Monkey Island 5 e 6. Jonathan Ackley e Larry Ahern lavorarono a Monkey Island 3, mentre a Monkey Island 4 lavorarono Sean Clark e Mike Stemmle.
I primi due titoli Monkey Island si basavano sull'interfaccia SCUMM, ideata e già implementata da Ron Gilbert in avventure precedenti, quali Maniac Mansion e Zak McKracken and the Alien Mindbenders prodotti dalla stessa Lucasfilm Games. Maniac Mansion in particolare aveva creato il modello di gioco, ricco di enigmi e umorismo, poi seguito da molti successi in SCUMM come Monkey Island.
Prima dell'uscita del primo gioco della serie, Ron Gilbert non amava lo stile delle avventure della Sierra come King's Quest, troppo "punitive" nei confronti delle mosse sbagliate dei giocatori. A tal proposito scrisse sulla rivista di sviluppo The Journal of Computer Game Design del dicembre 1989 l'articolo Why adventure games suck (lett. "Perché le avventure fanno schifo"), criticando le morti in gioco, le situazioni impossibili e i parser di testo; cose di cui Monkey Island fu priva.
Per The Secret of Monkey Island (1990) Gilbert si ispirò al romanzo fantasy-piratesco Mari stregati e all'attrazione Pirates of the Caribbean di Disneyland.
Fin dal primo gioco la serie spiccò, grazie agli innovativi rompicapo punta e clicca, all'arguzia e all'eleganza della realizzazione.
Gilbert sostiene di aver concepito la serie come trilogia fin dall'inizio, e il lavoro su Monkey Island 2 (1991) iniziò già prima dell'uscita del predecessore. Il seguito si accodò al successo del primo capitolo e non ne cambiò sostanzialmente la struttura; una novità fu la possibilità di giocare in una modalità facilitata, con meno enigmi.
Il lato artistico delle grafiche dei primi due capitoli della serie, curato da Steve Purcell, introduceva già con le deformazioni delle rappresentazioni degli ambienti quello stile lievemente caricaturale che nei capitoli successivi sarebbe stato applicato anche alla rappresentazione dei personaggi.
Gilbert lasciò la LucasArts nel 1992 per fondare la Humongous Entertainment e il terzo capitolo, Curse of Monkey Island (1997), uscì ben cinque anni dopo, sviluppato sotto la guida di Tim Schafer. Sfruttò i progressi tecnologici dell'epoca: la grande capacità del CD-ROM per le sequenze cinematografiche e il doppiaggio, e un nuovo sistema di controllo basato solo su tre verbi, già usato da Schafer in Full Throttle. Il successo non mancò.
Il quarto titolo Fuga da Monkey Island (2000) fu realizzato da una squadra creativa che non comprendeva più nessuno degli sviluppatori originali. La grafica divenne 3D e il motore grafico divenne GrimE, evoluzione di quello utilizzato nel gioco Grim Fandango, ma soprattutto si abbandonò il punta e clicca per un controllo diretto tramite tastiera o controller. Stavolta il risultato non ebbe il solito fascino e la serie si fermò per diversi anni.
Oltre all'uscita di edizioni deluxe dei primi due capitoli nel 2009-2010, la serie riprese con l'entrata in scena di Telltale Games, sviluppatrice fondata da ex dipendenti LucasArts, che si stava già facendo una reputazione con buoni prodotti basati su ambientazioni famose. Telltale collaborò strettamente con la LucasArts e coinvolse anche Ron Gilbert come assistente alla pianificazione e Dave Grossmann come supervisore per realizzare Tales of Monkey Island (2009). Con grafica 3D, doppiaggio di prim'ordine e nuovo sistema di controllo, il titolo tornò a essere un successo.
Nel 2022 Gilbert annunciò il sesto capitolo Return to Monkey Island, con il quale avrebbe concluso l'ideale trilogia iniziata con i primi due giochi e poi interrotta a causa della sua uscita da LucasArts. Già in sviluppo da due anni, il nuovo capitolo uscì nello stesso 2022, ricollegandosi alla trama di Monkey Island 2 ma coinvolgendo anche i titoli successivi. Il motore di gioco utilizzato è quello di Thimbleweed Park del 2017 e l'aspetto è da libro illustrato.
La colonna sonora di tutti i sei capitoli è stata scritta da Michael Land, Peter McConnell e Clint Bajakian. Le musiche sono molto spesso ispirate al genere reggae con l'utilizzo di percussioni, xilofoni e basso.

## Il film mai prodotto
In seguito al successo della Pixar, che nasce come spin-out di Lucasfilm, con il primo film di Toy Story nel 1995, c'era un certo entusiasmo a Hollywood per i film di animazione digitale. La Industrial Light & Magic (ILM) di Lucasfilm, durante la transizione dagli effetti speciali meccanici a quelli digitali, offriva i suoi servizi per la produzione di questi film ad altri studi. Uno dei primi progetti su cui hanno cercato di lavorare è stato con la Universal Pictures per far rivivere la linea Universal Classic Monsters con un film intitolato Frankenstein e l'Uomo Lupo. Sebbene per questo film siano state prodotte diverse sceneggiature e illustrazioni preliminari, in seguito al fallimento finanziario di Babe va in città la Universal Pictures ha apportato cambiamenti nella leadership del film e infine ne ha decretato la cancellazione.
David Carson, che doveva dirigere Frankenstein e l'Uomo Lupo, ma ha lasciato dopo i cambiamenti voluti dalla Universal, nel 2000 è tornato alla ILM con l'idea di un film d'animazione basato sul primo gioco di Monkey Island. Con il supporto iniziale della ILM, Carson ha lavorato a una sceneggiatura iniziale con Corey Rosen e Scott Leberecht per presentare l'idea alla Amblin Entertainment, la società di produzione di proprietà di Steven Spielberg. Dopo un primo incontro andato bene, in cui Spielberg stesso ricordava come già anni prima aveva suggerito a George Lucas di girare un film su Monkey Island, Carson cominciò i lavori di scrittura della sceneggiatura assieme ad un team in cui era presente anche Steve Purcell, già autore dei videogiochi. Mentre continuavano a elaborare la sceneggiatura, la direzione del film ha continuato a deviare rispetto alla trama dei videogiochi, fino a quando Spielberg suggerì addirittura che il film riguardasse le scimmie di Monkey Island invece che i pirati. Secondo Carson, la mancanza di una direzione creativa forte, che avrebbe potuto coinvolgere gli stessi autori dei videogiochi avendoli, di fatto, a disposizione, ha segnato la fine dei lavori sull'adattamento cinematografico della saga. Nel 2005 vennero definitivamente interrotti i lavori sulla sceneggiatura.
I dettagli sul film sono stati rivelati pubblicamente per la prima volta nel 2011 come parte della Monkey Island Special Edition Collection che includeva alcuni concept art, storyboard e sceneggiature del film.